# والتر سميث (لاعب كريكت)
والتر سميث (23 فبراير 1913 - 4 أكتوبر 2007 في المملكة المتحدة)  (بالإنجليزية: Walter Smith)‏ هو لاعب كريكت بريطاني (وحمل سابقاً جنسية المملكة المتحدة لبريطانيا العظمى وأيرلندا).